# Rockhausen
Rockhausen is een plaats en voormalige gemeente in de Duitse deelstaat Thüringen. De plaats telde 279 inwoners op 31 december 2017.
Op 1 januari 2019 werd Kirchheim opgenomen in de gemeente Amt Wachsenburg, die daarvoor al de bestuurlijke taken van Rockhausen vervulde.

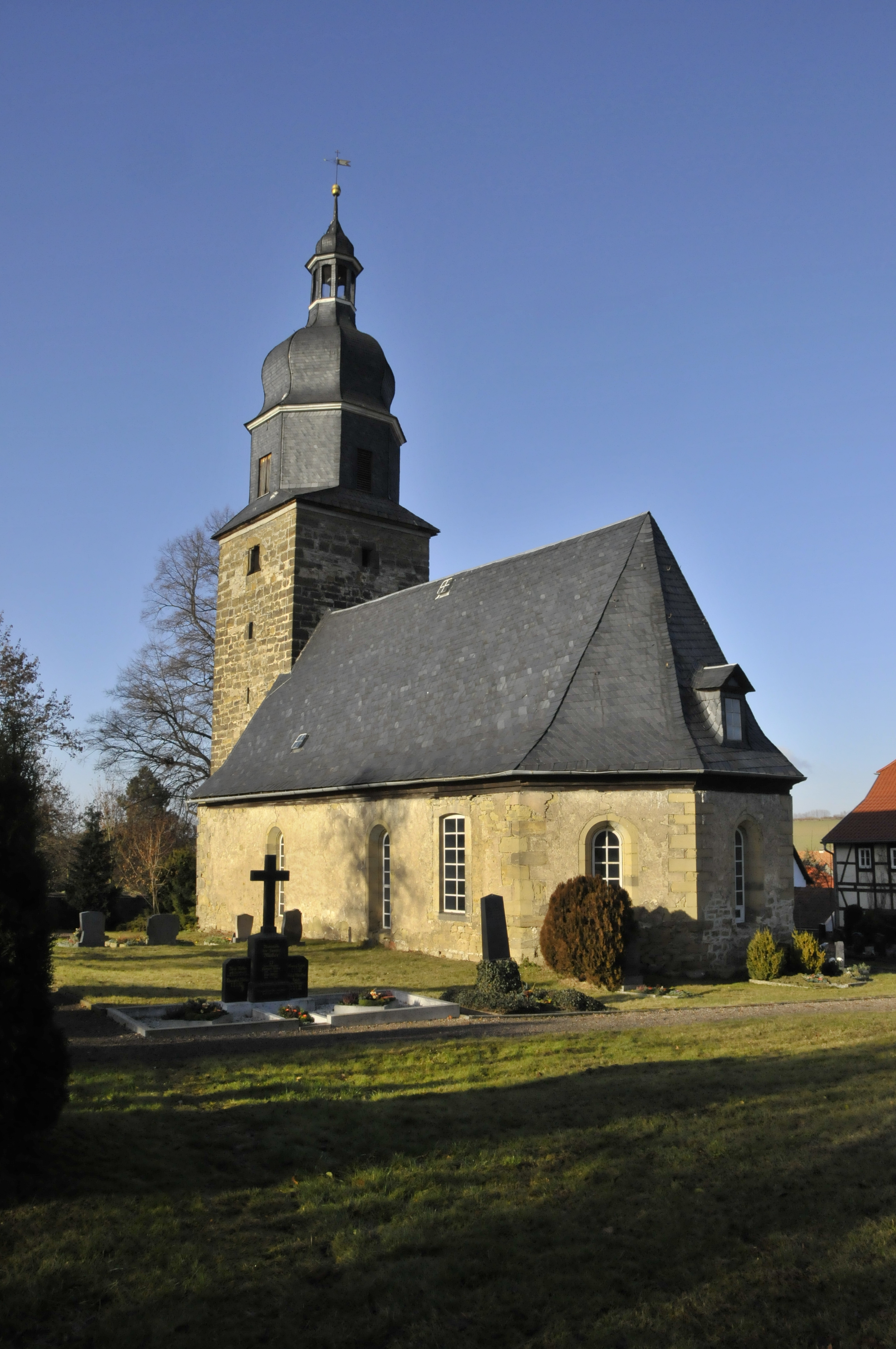
Kerk van Rockhausen

Bechstedt-Wagd · Bittstädt · Eischleben · Haarhausen · Holzhausen · Ichtershausen · Kirchheim · Rehestädt · Rockhausen · Röhrensee · Sülzenbrücken · Thörey · Werningsleben